# Mindshadow
Mindshadow est un jeu vidéo d'aventure développé par Interplay Productions et édité par Activision, sorti en 1984 sur Mac, Amiga, Amstrad CPC, Apple II, Atari ST, Commodore 64, PC booter et ZX Spectrum.

## Accueil
- Tilt : 4/6[1]